# جورج جيفرسون
جورج جيفرسون (بالإنجليزية: George Jefferson)‏ هو منافس ألعاب قوى أمريكي، ولد في 28 فبراير 1910 في إنغليووود في الولايات المتحدة، وتوفي في 13 فبراير 1996 في فينتورا في الولايات المتحدة.

## وصلات خارجية
- جورج جيفرسون على موقع أوليمبيديا (الإنجليزية)